# Carl Friedrich Ferdinand von Strantz
Carl Friedrich Ferdinand von Strantz (* 22. Dezember 1774 in Pyritz, Hinterpommern; † 11. September 1852 in Breslau, Provinz Schlesien) war ein österreichischer und preußischer Offizier.

## Leben

### Herkunft
Carl Friedrich Ferdinand Heinrich von Strantz entstammte einer ursprünglich aus Thüringen eingewanderten märkischen uradeligen Familie. Er gehörte der Linie Barkow (Barkow, Kreis Greifenberg in Pommern war seit 1726 das Stammgut dieser Linie) an und war der älteste Sohn des bei Blickweiler 1793 gefallenen preußischen Majors Friedrich Ferdinand von Strantz (1741–1793) und der Louise von der Lahr (1737–1807).
Auch seine beiden Brüder waren preußische Offiziere. Sowohl Ludwig von Strantz (1780–1856) als auch Gustav Adolf von Strantz (1784–1865) wurden Generalleutnante.

### Militärlaufbahn
Carl Friedrich Ferdinand von Strantz wurde Berufssoldat. Entgegen der Familientradition trat er in österreichische Dienste und brachte es bis zum Hauptmann im Infanterie-Regiment Kottulinsky. Bei Ausbruch des Befreiungskrieges gegen Napoleon war er kaiserlich-österreichischer Hauptmann im Generalstab, wurde aber dem Feldmarschallleutnant Graf von Radetzky attachiert. Mit Schreiben vom 27. August 1813 an Feldmarschall Fürst von Schwarzenberg verlieh König Friedrich Wilhelm III. von Preußen Strantz den Orden pour le mérite:
„....bekommt einen V.O. für den österreichischen Capitän im Generalstab v. Strantz überschickt, welcher im letzten Feldzug dem Feldmarschallleutnant Graf Radetzky attachiert war...“. Nach den Befreiungskriegen trat von Strantz in preußische Dienste über und avancierte noch bis zum Oberstleutnant.
Neben dem Militärdienst interessierte sich Carl Friedrich Ferdinand auch für kulturelle Fragen. Er war Magister der Schönen Künste und Dr. phil. h. c.

### Familie
Verheiratet war er seit 1816 mit Therese von dem Bussche (* 17. August 1784; † 22. Januar 1833). Das Paar hatte mehrere Kinder:
- Ferdinand Ludwig Hugo (* 25. Juni 1817; † 4. Juni 1883), preußischer Leutnant a. D., später in holländischen Diensten
- Bertha (* 1818; † 21. März 1880), Stiftsdame in Gäseke-Kappeln
- Sophie (* 1820)
- Marie Karoline (* 22. November 1822; † 24. Oktober 1886), Stiftsdame in Tschirnau
- Karl Gustav Ferdinand (* 4. Januar 1825; † 20. Dezember 1827)

## Werke
- Geschichte des deutschen Adels, urkundlich nachgewiesen von seinem Ursprunge bis auf die neueste Zeit. Ausgabe 2, mit den neuesten Ereignissen verm. und verb. Aufl., 3 Bände, Kühn, Breslau 1853. Digitalisat.Titel